# AEG DJ.I
L'AEG DJ.I fu un aereo da attacco al suolo monomotore biplano sviluppato dall'azienda tedesco imperiale Allgemeine Elektrizitäts-Gesellschaft (AEG) nei tardi anni dieci del XX secolo e rimasto allo stadio di prototipo.
Realizzato sfruttando l'esperienza acquisita sul precedente AEG PE, venne realizzato in tre esemplari e proposto all'attenzione dell'Idflieg, ma il sopraggiungere del termine della prima guerra mondiale determinò l'interruzione del suo processo di sviluppo.

## Storia del progetto
Dopo l'insuccesso dell'AEG PE, l'ufficio tecnico dell'azienda tedesca avviò lo sviluppo di un nuovo modello da proporre all'attenzione dell'Idflieg: un nuovo velivolo che riproponeva il ruolo da appoggio tattico ma che utilizzava diverse soluzioni tecniche rispetto al suo predecessore. Il progetto era relativo ad un velivolo da destinare alla Luftstreitkräfte, la componente aerea del Deutsches Heer (l'esercito imperiale tedesco), che abbinava la fusoliera dotata di una blindatura ad una velatura a due, anziché tre, piani alari, soluzione adottata per migliorare l'aerodinamicità complessiva del modello.
Anch'esso monoposto, ricorreva alle blindature in lega leggera che avevano la funzione di proteggere motore, serbatoio di combustibile e pilota dal fuoco nemico proveniente dal basso tipico delle missioni da appoggio alle truppe di terra effettuate a bassa quota.
Vennero approntati tre diversi prototipi, due equipaggiati con la stessa motorizzazione del PE, l'otto cilindri a V Benz Bz.IIIb da 195 PS (144 kW), ed un terzo dotato di un sei cilindri in linea Maybach Mb.IVa da 260 PS (190 kW), entrambi raffreddati a liquido, il primo dei quali venne portato in volo per la prima volta nel settembre 1918, quindi sottoposto alla valutazione dell'Idflieg.

## Utilizzatori
Germania
- Luftstreitkräfte